# 徳永恕

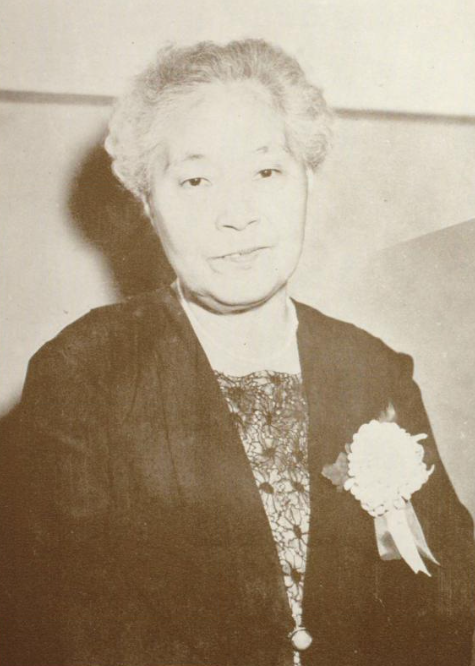
徳永恕

徳永 恕（とくなが ゆき、1887年（明治20年）11月21日 - 1973年（昭和48年）1月11日、女性）は、日本の幼児教育者、社会事業家。
保育園の源流のひとつとされる二葉幼稚園（のちに二葉保育園と改称）の保母、園長、理事長として幼児教育・社会福祉に貢献し、女性初の名誉都民となった。
「二葉の大黒柱」（野口幽香による評）として幼児教育に携わる傍ら、小学部、少年少女クラブ、日曜学校、夜間診療部、廉売部、五銭食堂、母子寮等を通じて、底辺社会の人々のために尽力した。

## 略歴
- 1887年（明治20年）11月21日、東京市牛込区下戸塚町（現東京都新宿区西早稲田）に、父・徳永行蔵（父祖は播磨国安志藩小笠原家の家老）、母・よしの次女として生まれる。
- 1900年（明治33年）、野口幽香、森島美根が麹町に二葉幼稚園を設立。
- 1901年（明治34年）、四谷区左門町尋常小学校を卒業。東京府立第二高等女学校（現・東京都立竹早高等学校）に入学。
- 1902年（明治35年）、荒木町福音教会で宣教師ゲフィン師より洗礼を受ける。
- 1905年（明治38年）、たまたま通りかかった鮫河橋の空き地に立てられた「私立二葉幼稚園建設敷地」と書かれた棒杭に関心を引かれる。これが恕と二葉幼稚園との最初の出会いであった。
- 1906年（明治39年）、二葉幼稚園が鮫河橋へ移転。前の年と同じ場所を通りかかると幼稚園が開園しており、保母になる決心をする。
- 1907年（明治40年）、夏休みの40日間を二葉幼稚園の手伝いとして過ごし、職員として採用してもらいたいとの希望を伝える。
- 1908年（明治41年）、東京府立第二高等女学校補修科を卒業し、二葉幼稚園の保母となる。
- 1916年（大正5年）、開設当初より実質的には保育園であったため、二葉幼稚園を二葉保育園と改称。内藤新宿南町（現新宿4丁目）に二葉保育園新宿分園を開設。新宿分園の主任保母になる。
- 1919年（大正8年）、不就学児童のための小学部を付設。
- 1921年（大正10年）、小学部を市に移管。
- 1922年（大正11年）、小学部のあとを図書室とし、少年少女クラブを作り、学童保育を開始。夜間診療部開設。医師は永田英祐。看護婦の資格を持っていた保母をはじめ、保母全員が交代で患者の世話を行った。廉売部、夜間裁縫部を設置。母の家（日本初の母子寮）を開設。東京市方面委員四谷区担当に任命される。
- 1923年（大正12年）、関東大震災により、鮫河橋本園は半壊、新宿分園は類焼。
- 1924年（大正13年）、新宿分園を再開。母の家の新館を建築。
- 1928年（昭和3年）、鮫河橋本園の本館を改築、母の家を増築。
- 1931年（昭和6年）、野口幽香の後継者として、第二代園長に就任。
- 1932年（昭和7年）、新宿分園で五銭食堂を開始。
- 1935年（昭和10年）、二葉保育園の公益法人化完了後、引退した野口幽香の後継者として理事長に就任。深川区海辺町に母の家と保育所からなる分園を設置。
- 1940年（昭和15年）、藍綬褒章。
- 1945年（昭和20年）、北多摩郡調布町上石原の工場跡の建物を改造し、母子、児童の収容を行う。
- 1947年（昭和22年）、東京大空襲により深川分園焼失。鮫河橋本園も空襲により焼失。
- 1950年（昭和25年）、鮫河橋本園再開。
- 1951年（昭和26年）、上石原分園焼失、直ちに再建。
- 1954年（昭和29年）、新宿分園を改築。名誉都民。
- 1957年（昭和32年）、藍綬褒章飾版。
- 1963年（昭和38年）、朝日賞社会奉仕賞。
- 1964年（昭和39年）、二葉保育園が社会福祉法人となる。勲四等瑞宝章。
- 1973年（昭和48年）1月11日、85歳で死去。貧しい人々に捧げた生涯であった。勲四等宝冠章。墓所は多磨霊園。

## 山川菊栄
恕は、東京府立第二高等女学校4年のとき、友人の看病で出席日数が足りなくなったために、落第している。このとき、新たに加わったクラスに山川菊栄がいた。恕が貸した木下尚江の『良人の自白』『火の柱』を夢中になって読んだと、山川菊栄は述懐している。このクラスで、頼もしい恕は「お父さん」というあだ名を付けられた。

## 平塚らいてう
恕は、『青鞜』を創刊号から全号揃え、その著作にも親しみ、平塚らいてう関連の新聞・雑誌のスクラップまでしていた。らいてうが鮫河橋にほど近い四谷南伊賀町に住んでいたこともあって、毎日のようにその家の前を通って二葉幼稚園へ通っていたが、「新しい女」が私生児を生んだ、とらいてうが世間のあざけりの的であったころ、名前も告げずに出産祝いを届けている。これ以降、らいてうの長女・曙生（あけみ）への誕生日の贈り物が、その女学校卒業の年まで続けられることになる。

## 墓
多磨霊園にある墓には、野口幽香と徳永恕の名が刻まれている。